# Zisterzienserinnenabtei Bonham
Die Zisterzienserinnenabtei Bonham war von 1223 bis 1395 ein Kloster der Zisterzienserinnen in Sainte-Marie-Kerque, Département Nord, in Frankreich.

## Geschichte
Das 1223 südwestlich Dünkirchen gestiftete Kloster Bonham wurde von Blendecques besiedelt. 1395 machte der wirtschaftliche Ruin des Klosters die Aufhebung und Wiedereingliederung nach Blendecques erforderlich. Bonham gehört zu einer Gruppe von 13 Zisterzienserinnenklöstern (Zisterzienserinnenabtei Beaupré-sur-la-Lys, Blendecques, Bonham, La Brayelle, Flines, Fontenelle, Marquette, Les Prés, Ravensberg, Le Verger, Le Vivier, Willencourt, La Woestyne), die um 1200  innerhalb kurzer Zeit und auf engem Raum privat gestiftet wurden und der nur fünf Zisterzienserklöster (Cercamp, Clairmarais, Longvillers, Loos und Vaucelles) gegenüberstehen.